# Бібліотека програм CERN
Бібліотека програм CERN ( CERNLIB ) — це набір бібліотек програмного забезпечення загального призначення та програмних модулів для наукових обчислень, розроблених Європейською організацією ядерних досліджень CERN .  Сфера застосування бібліотеки зосереджена на дослідженнях фізики, зокрема фізики високих енергій. Бібліотека містить модулі для загальних обчислень, аналізу даних, моделювання детекторів, обробки даних, чисельного аналізу та інші, що застосовуються до широкого кола наукових проблем. Більшість модулів написані на мові FORTRAN 77 .
Основні галузі, охоплені бібліотеками, що містяться в ньому, були:
- Дані про елементарні частинки
- Графіка та зображення
- Гістограми
- Введення/виведення та зберігання структурованих даних
- Числовий аналіз
- Статистика та аналіз даних
- Моделювання детекторів та симуляція зіткнення частинок

Бібліотеки нижчого рівня  найбільше використовувалися програмним забезпеченням аналізу даних Physics Analysis Workstation (PAW) і бібліотекою симулювання GEANT. Обидві компоненти також є частиною  CERNLIB.
CERNLIB використовувала рік  для нумерації версій, без явного позначення незначних змін протягом року. 

## Статус
Розробка та підтримка CERNLIB була припинена в 2003 році, надалі код бібліотеки все ще був доступні «як є» «назавжди» на веб-сайті CERNLIB, але без нових виправлень, підтримки користувачів і без порту на IA-64 .
Код було оновлено у 2022 році , було додано кілька патчів, і станом на 2023 рік код можна скомпілювати на кількох архітектурах або за  допомогою imake або CMake . Оновлена версія заснована на випуску CERNLIB 2006.

## Зовнішні посилання
- Офіційний сайт, CERN Program Library